# 薩伊迪·安瓦爾·拉赫馬蒂
安瓦爾·拉赫馬蒂（普什圖語：‎；1959年—），是阿富汗哈扎拉族政治家，由2010年5月25日至2012年4月3日出任薩爾普勒省省長。
在2004至2010年間，他是同樣也屬哈扎拉族的阿富汗前副總統卡里姆·哈利利的首席人員。